# Backmalmätare
Backmalmätare (Eupithecia millefoliata) är en fjärilsart som beskrevs av Adolph Rössler 1866. Backmalmätare ingår i släktet Eupithecia och familjen mätare. Enligt den finländska rödlistan är arten nära hotad i Finland. Arten är reproducerande i Sverige. Artens livsmiljö är torra gräsmarker. Inga underarter finns listade i Catalogue of Life.

## Bildgalleri

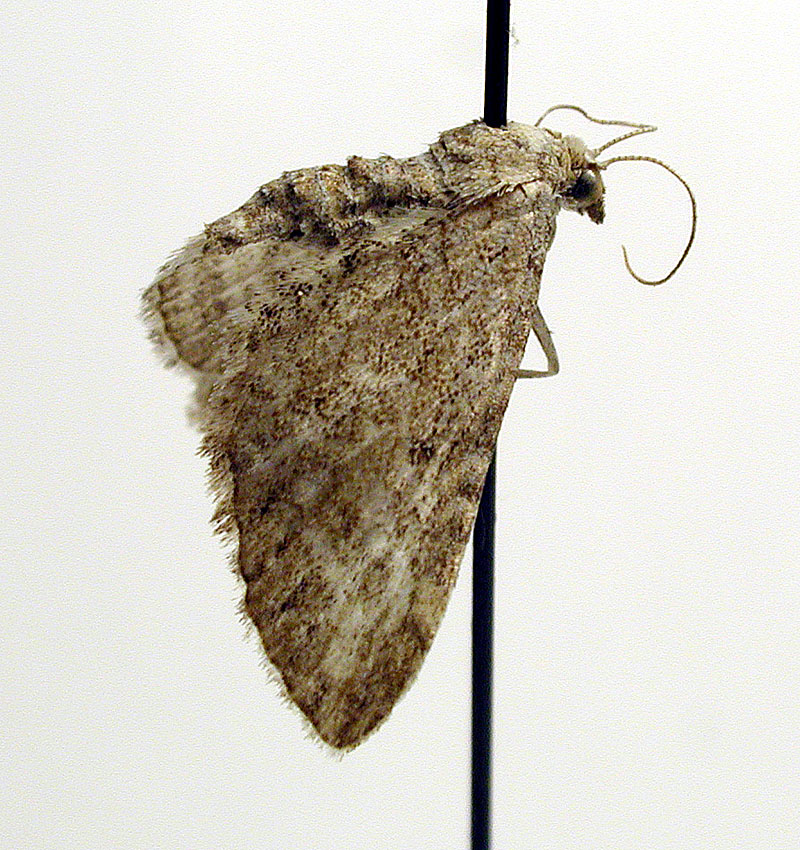